# Aufschweißbiegeversuch
Der Aufschweißbiegeversuch nach SEP 1390 (STAHL-EISEN-Prüfblatt des Vereins Deutscher Eisenhüttenleute) ist eine Prüfung für das Rissauffangvermögen eines Stahlwerkstoffes.
Gemäß DIN 18800-7 werden Stahlproben ab einer Dicke größer 30 mm geprüft, sofern es sich um geschweißte Bauteile handelt und die Nähte auf Zug- oder Biegezug beansprucht werden.

## Probenvorbereitung
- Eine Probe von 200 × 500 mm wird aus dem Vormaterial herausgetrennt.
- Die Probe wird vor dem Abtrennen mit Werkstoff und Charge gekennzeichnet (z. B. Hartstempel).
- Einfräsen einer Nut von ca. 250 mm mittig in die Oberfläche.
- Auflegen einer Schweißraupe auf der Nut. (Lichtbogenhandschweißen)

## Biegeversuch
Die Probe wird nun kopfüber (Schweißraupe unten) auf zwei Auflagerrollen gelegt. Ein Druckkörper verformt nun die Stahlprobe bis zu einem Winkel von 60°.
Bestanden hat eine Probe wenn:
- das Material noch einteilig ist
- die Rissbildung nicht größer 80 mm rechts und links neben der Schweißraupe ist.

## Äquivalenzkriterien für den Aufschweißbiegeversuch
In der Neufassung der DIN 18800-7:2008 sind Äquivalenzkriterien formuliert worden, die es möglich machen, auf den aufwendigen und lieferzeitverzögernden Aufschweißbiegeversuch zu verzichten:
Für Dicken größer 30 mm oder ≤ 80 mm:
- S235: Für normalisierend gewalzte Güten (Zusatz +N) oder thermomechanisch behandelte (Zusatz +M)
- S275 und S355: als Feinkornstahl normalisierend gewalzte Güten (Zusatz N) bzw. als kaltzähe Varianten (Zusatz NL) oder thermomechanisch behandelte Güten (Zusatz M) bzw. als kaltzähe Variante (ML)

Für Dicken > 80 mm:
- S235: wie Dicken größer 30 mm oder kleinergleich 80 mm
- S275 und S355: als Feinkornstahl jedoch nur kaltzähe Varianten (Zusatz NL) oder (Zusatz ML)[1]